# Робертс, Майкл (писатель)
Майкл Робертс (англ. Michael Roberts), при рождении Уильям Эдвард Робертс (англ. William Edward Roberts; 6 декабря 1902 — 13 декабря 1948) — английский поэт, прозаик, критик и телеведущий. По профессии учитель.

## Биография
Уильям Эдвард Робертс родился в Борнмуте. Был старшим ребёнком Эдварда Джорджа Робертса (7 января 1878 — 14 марта 1954) и Генриетты Мэри Селлерс (23 марта 1880 — 28 июня 1918). Семья владела фермой в Нью-Форесте. После окончания школы в Бормуте, с 1920 по 1922 год Робертс учился в Королевском колледже Лондона, где получил степень бакалавра по химии. С 1922 по 1925 преподавал математику в Тринити-колледже в Кембридже. В это время сменил имя на Майкл в честь Михаила Ломоносова). В 1925 или 1926 он вступил в Коммунистическую партию Великобритании, но в следующий года был исключён из её рядов.
С 1925 по 1931 год преподавал в Королевской гимназии в Ньюкасле. Затем переехал в Лондон, где преподавал в школе Мерсерса с 1931 по 1934 год. после этого вернулся в гимназию Ньюкасла, где работал до 1941 года, преподавал английский язык, математику, физику и химию. В 1930 году опубликовал первый сборник стихов. После этого редактировал стихотворные сборники, среди которых — New Country (1933), ставший известным благодаря поэзии нескольких авторов, включая Уистена Хью Одена. В 1934 году Робертс участвовал в серии радиопередач Whither Britain?, где появлялись такие крупные фигуры времени, как Уинстон Черчилль и Эрнест Бевин. В 1935 году женился на Джанет Адам Смит, критике и антологе, увлекавшейся альпинизмом; они жили в Ньюкасл-апон-Тайн, где в сентябре 1937 года их посетил Оден. В 1939 году переехали в Пенрит в Камберленде вслед за эвакуированной школой. Там они ненадолго делили дом с поэтом Кэтлин Рейн.
У пары было четверо детей: Эндрю Робертс (род. 1937), профессор истории Африки в Лондонском университете; Генриетта Домби (род. 1939), профессор литературы в начальной школе в Брайтонском университете; Адам Робертс (род. 1940), профессор международных отношений в Оксфордском университете; Джон Робертс (род. 1947), автор работ по вопросам энергетики и ближневосточной политики.
Наиболее известной работой Робертса стала книга Faber Book of Modern Verse (1936), которую он редактировал. Кроме неё он публиковал поэзию, прозу и исследование творчества Т. Э. Халма, «отца имажизма». В 1941—1945 годах Робертс работал в Лондоне на Европейской службе Би-би-си, главным образом в передачах на оккупированные Германией страны. С 1945 по 1948 год он — директор колледжа Святого Марка и Святого Иоанна в Челси, где одним из его коллег был биолог Сирил Бибби. Умер от лейкемии в 1948 году.
Майкл и Джанет Робертс собрали большую коллекцию книг по альпинизму, которая (наряду с коллекцией Клуба альпинистов Оксфордского университета) послужила основой для создания в декабре 1992 года Оксфордской библиотеки альпинизма. Коллекция находится в Научной библиотеке Рэдклиффа на Паркс-роуд в Оксфорде.
Многие работы Робертса хранятся в Национальной библиотеке Шотландии в Эдинбурге. В архив включены литературная переписка и записи передач Би-би-си 1941—1945 годов.

## Книги Майкла Робертса
- These Our Matins (поэмы), Elkin Mathews & Marrot, London, 1930.
- New Signatures: Poems by Several Hands, Hogarth Press, London, 1932 (редактор).
- New Country: Prose and Poetry by the authors of New Signatures, Hogarth Press, London, 1933 (редактор).
- Elizabethan Prose, London, Jonathan Cape, 1933 (редактор).
- Newton and the Origin of Colours: A Study of One of the Earliest Examples of Scientific Method, G. Bell, London, 1934 (совместно с Э. Р. Томасом).
- Critique of Poetry, Jonathan Cape, London, 1934.
- Poems, Jonathan Cape, London, 1936.
- The Faber Book of Modern Verse, Faber & Faber, London, 1936 (редактор).
- The Modern Mind, Faber & Faber, London, 1937.
- T.E. Hulme, Faber & Faber, London, 1938.
- Orion Marches (поэмы), Faber & Faber, London, 1939.
- The Recovery of the West, Faber & Faber, London, 1941.
- The Faber Book of Comic Verse, Faber & Faber, London, 1942 (редактор).
- The Estate of Man, Faber & Faber, London, 1951.
- Collected Poems, Faber & Faber, London, 1958.